# Lilltjärnen (Fjällsjö socken, Ångermanland, 706469-151683)
Lilltjärnen är en sjö i Strömsunds kommun i Ångermanland och ingår i Ångermanälvens huvudavrinningsområde.